# 교장 선생 상경기
"교장 선생 상경기"는 한국에서 제작된 신상옥 감독의 1973년 영화이다. 허장강 등이 주연으로 출연하였고 신상옥 등이 제작에 참여하였다.

## 출연

### 주연
- 허장강
- 안인숙
- 김성원
- 나오미